# Sphenomorphus rarus
Sphenomorphus rarus là một loài thằn lằn trong họ Scincidae. Loài này được Myers & Donnelly miêu tả khoa học đầu tiên năm 1991.